# Doppler-Effekt

Änderung der Wellenlänge durch Doppler-Effekt

Änderung der Wellenlänge bei Bewegung der Schallquelle

Der Doppler-Effekt, selten auch Doppler-Fizeau-Effekt, ist die zeitliche Stauchung bzw. Dehnung eines Signals bei Veränderungen des Abstands zwischen Sender und Empfänger während der Aussendung des Signals. Ursache ist die Veränderung der Laufzeit. Dieser rein kinematische Effekt tritt bei allen Signalen auf, die sich mit einer bestimmten Geschwindigkeit, meist Lichtgeschwindigkeit oder Schallgeschwindigkeit, ausbreiten. Breitet sich das Signal in einem Medium aus, so ist dessen Bewegungszustand zu berücksichtigen.
Bei periodischen Signalen erhöht bzw. vermindert sich die beobachtete Frequenz. Das betrifft sowohl Tonhöhen als auch Modulationsfrequenzen, z. B. den Wechsel der Töne eines Martinhorns („tatü…taataa“). Bei geringen Geschwindigkeiten im Verhältnis zur Ausbreitungsgeschwindigkeit gibt dieses Verhältnis zugleich die relative Frequenzänderung {\displaystyle {\frac {\Delta f}{f}}} an. Bei reflektiertem Signal, wie beim Radar-Doppler und Ultraschall-Doppler, verdoppelt sich mit der Laufzeit auch die Doppler-Verschiebung {\displaystyle \Delta f}.

## Geschichte

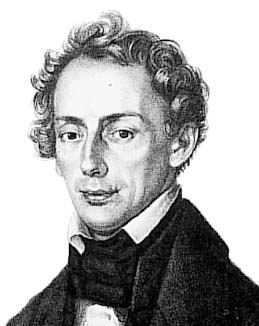
Porträt von Christian Doppler

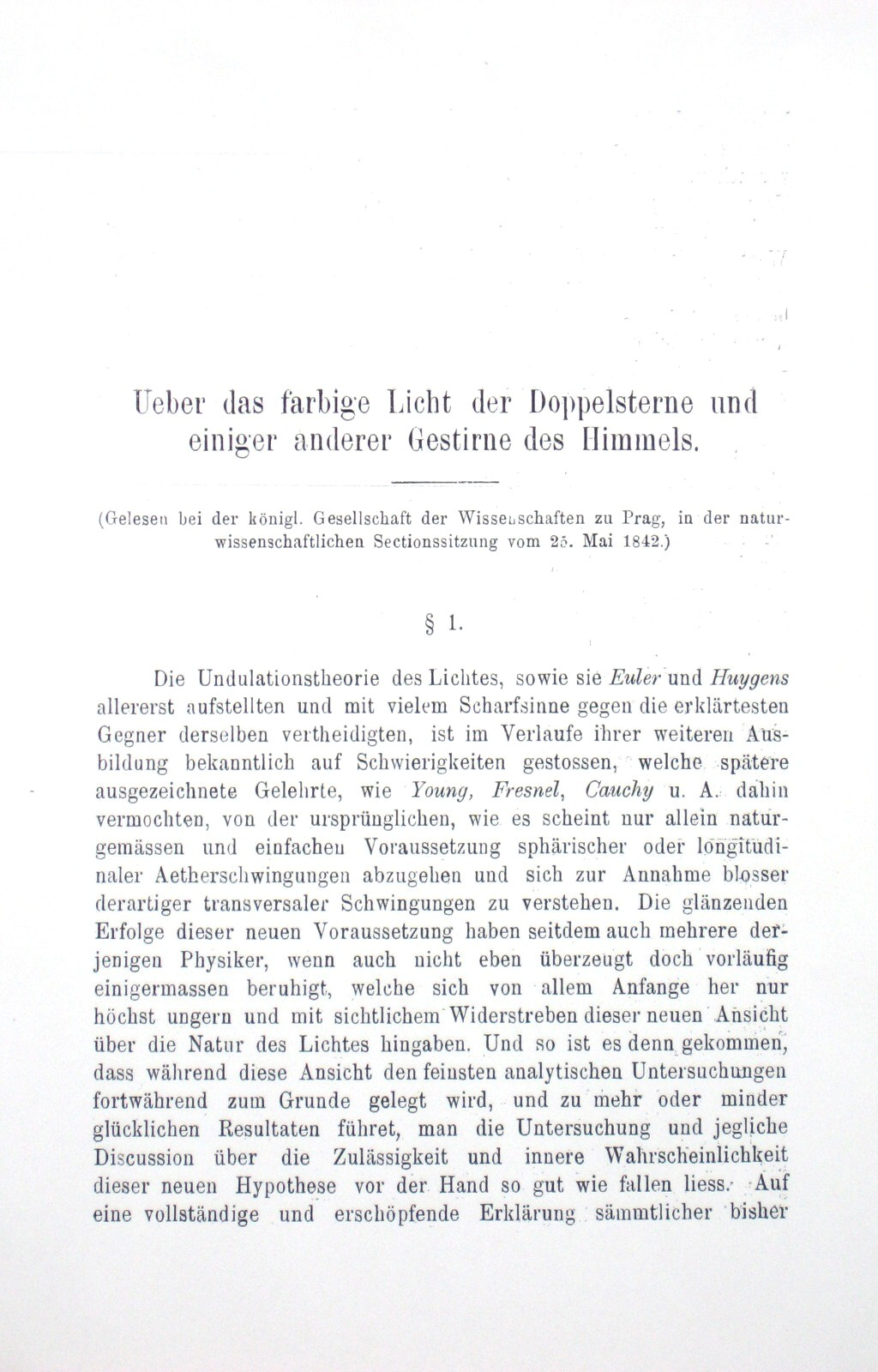
Abhandlung von 1842

Der Doppler-Effekt wurde bekannt durch Christian Doppler, der im Jahre 1842 Astronomen davon zu überzeugen versuchte, dass dieser Effekt die Ursache dafür sei, dass bei Doppelsternen zwischen den beiden Partnersternen Farbunterschiede erkennbar sind. Nach seiner Meinung kreisen diese Sterne so schnell umeinander, dass die Farbe des gerade vom Beobachter hinweg bewegten Sterns mit einer Rotverschiebung wahrgenommen wird, während die Farbe des zulaufenden Sterns in den blauen Bereich des Spektrums verschoben ist. Dieser Effekt konnte nach dem Tode Dopplers tatsächlich durch die Vermessung von Spektrallinien nachgewiesen werden. Er ist aber zu gering, um wahrnehmbare Farbunterschiede zu erklären. Die tatsächliche Ursache für mit dem Auge erkennbare Farbunterschiede zwischen Sternen sind deren Temperaturunterschiede.
Zur Erklärung des Effektes stellte Doppler ein Gedankenexperiment mit der Laufzeit von Wasserwellen an, die im Minutentakt von einem fahrenden Boot aus erzeugt werden. Daraus leitete er auch eine mathematische Beschreibung ab. Ein Verdienst von Doppler ist die Erkenntnis, dass die Endlichkeit der Lichtgeschwindigkeit auch eine Änderung der Wellenlänge des von bewegten Quellen eintreffenden Lichts bewirken muss. Im französischen Sprachraum wird dies oft Armand Fizeau (1848) zugesprochen.
Die Endlichkeit der Geschwindigkeit der Lichtausbreitung war bereits 180 Jahre zuvor von Ole Rømer gedeutet worden. Rømer interessierte sich für die Eignung der Jupitermonde als Zeitgeber zur Lösung des Längengradproblems. Die Verfinsterungen des Jupitermondes Io waren mit einer Frequenz von 1/1,8d bekannt, die gut als Zeitgeber geeignet wären. Allerdings stellte Rømer fest, dass sich diese Frequenz verringert, wenn sich die Erde auf ihrer Umlaufbahn um die Sonne gerade vom Jupiter wegbewegt. Mit {\displaystyle v_{\text{Orbit, Erde}}=30\,\mathrm {km/s} } ist das {\displaystyle v/c=1/10\,000} und verlängert die Zeit von Io-Finsternis zu Io-Finsternis gerade um 1,8d/10 000, also ca. 1/4 Minute. Diese Verzögerung summierte sich nach 40 Umläufen von Io um Jupiter auf 10 Minuten, die Rømer für den 9. November 1676 vorhersagte. Auch wenn Rømer tatsächlich an der Frequenzänderung der Io-Finsternisse interessiert war: Er interpretierte diese 10 Minuten viel einfacher als die Verzögerung, die das Licht für die entsprechend längere Wegstrecke benötigt hatte.
Für Schallwellen wies der Naturforscher Christoph Buys Ballot den Doppler-Effekt im Jahre 1845 nach, ironischerweise dann, als er ihn widerlegen wollte. Er postierte dazu mehrere Trompeter sowohl auf einem fahrenden Eisenbahnzug als auch neben der Bahnstrecke. Im Vorbeifahren sollte jeweils einer von ihnen ein G spielen und die anderen die gehörte Tonhöhe bestimmen. Es ergab sich eine Verschiebung von einem Halbton, entsprechend einer Geschwindigkeit von 70 km/h.
Erst zwanzig Jahre später fand William Huggins die vorhergesagte Doppler-Verschiebung im Licht von Sternen. Er zeigte, dass Sirius sich stetig von uns entfernt.
Ein weiteres Jahrhundert später wurde durch Radar-Messungen zwischen Erde und Venus die Genauigkeit der Astronomischen Einheit von 10−4 (aus der Horizontalparallaxe von Eros) verbessert auf zunächst 10−6 anhand von Entfernungsmessungen in den unteren Konjunktionen der Jahre 1959 und 1961 (z. B. beim JPL durch Amplitudenmodulation mit bis zu 32 Hz), dann auf 10−8 durch Doppler-Messungen auf den Trägerfrequenzen über mehrere Monate vor und nach den unteren Konjunktionen der Jahre 1964 und 1966. Die Ergebnisse wurden wie 300 Jahre zuvor als Laufzeit angegeben, da der Wert der Lichtgeschwindigkeit damals erst auf sechs Stellen bekannt war.
Für den Nachweis der Periheldrehung des Merkur reichten Doppler-Messungen der Jahre 1964 bis 1966 – mit optischen Methoden waren anderthalb Jahrhunderte nötig.

## Beispiele
Radialgeschwindigkeiten sind durch den Doppler-Effekt messbar, wenn der Empfänger die Frequenz des Senders genügend genau kennt, insbesondere bei Echos von akustischen und elektromagnetischen Signalen.

### Akustischer Doppler-Effekt

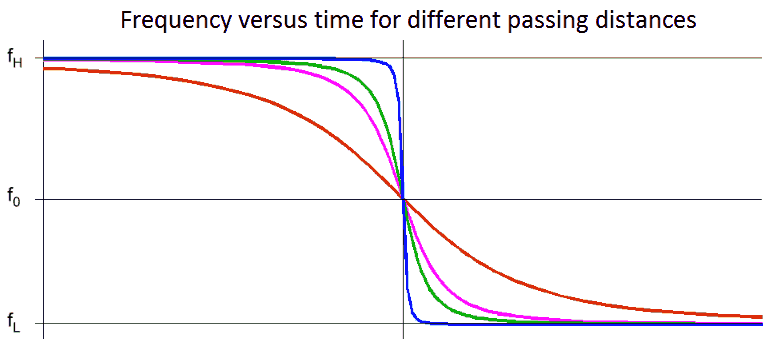
Abhängigkeit der Frequenz einer Signalquelle von der Entfernung zu einem ruhenden Beobachter für verschiedene Minimalabstände.

Ein ruhender Beobachter hört eine Schallquelle, die sich genau auf ihn zubewegt, mit der Frequenz {\displaystyle f'_{\mathrm {zu} }(v/c)}, siehe Gleichung (1), wenn sie sich von ihm entfernt, mit der Frequenz {\displaystyle f'_{\mathrm {weg} }(v/c)}, siehe Gleichung (2). Bei Schallquellen spielt der relativistische transversale Doppler-Effekt keine Rolle. Je weiter der Beobachter von der linearen Flugbahn entfernt ist, desto langsamer ändert sich die radiale Geschwindigkeitskomponente bei Annäherung. Die Schnelligkeit der Frequenzänderung hängt ab von der kürzesten Entfernung zwischen Beobachter und Signalquelle. Das Diagramm rechts zeigt die Frequenzabhängigkeit relativ zu einem im Ursprung ruhenden Beobachter. Die rote Linie entspricht der Frequenz, die er hört, wenn ihn die Signalquelle in großem Abstand passiert, blau der bei geringem Abstand. Maximal- und Minimal-Frequenzen liegen nicht symmetrisch zur Eigenfrequenz, da die Geschwindigkeit {\displaystyle v} nicht sehr viel kleiner ist als die Schallgeschwindigkeit {\displaystyle c}. Es gelten die Beziehungen (1) und (2).
Sind die Koordinaten der bewegten Signalquelle bekannt, kann man aus dem Frequenzverlauf den eigenen Standort ableiten (siehe z. B. Transit (Satellitensystem)).
Die Tonbeispiele geben die Tonhöhen, die ein ruhender Beobachter hört, wenn eine Signalquelle an ihm vorbeifliegt. Sie vernachlässigen den Effekt, dass die sich entfernende Quelle länger zu hören ist als die sich nähernde:
Frequenz {\displaystyle f_{0}=400\,\mathrm {Hz} }, relative Geschwindigkeit {\displaystyle v/c=0{,}1} (dann ist {\displaystyle f_{\mathrm {zu_{max}} }=440\,\mathrm {Hz} } und {\displaystyle f_{\mathrm {weg_{min}} }=360\,\mathrm {Hz} }):
(1) Doppler-Beispiel 1ⓘ Langsam bewegte Signalquelle, die Beobachter in geringem Abstand passiert.
(2) Doppler-Beispiel 2ⓘ: wie (1), aber Passieren der Signalquelle in größerem Abstand.
(3) Doppler-Beispiel 3ⓘ: wie (2), Abstand noch größer.
Erhöht sich die relative Geschwindigkeit, verschieben sich die Frequenzen:
Frequenz wie oben, aber {\displaystyle v/c=0{,}42} (dann ist {\displaystyle f_{\mathrm {zu_{max}} }=690\,\mathrm {Hz} ,\ f_{\mathrm {weg_{min}} }=280\,\mathrm {Hz} }).
(4) Doppler-Beispiel 2bⓘ: Abstand wie (2).

### Radartechnik

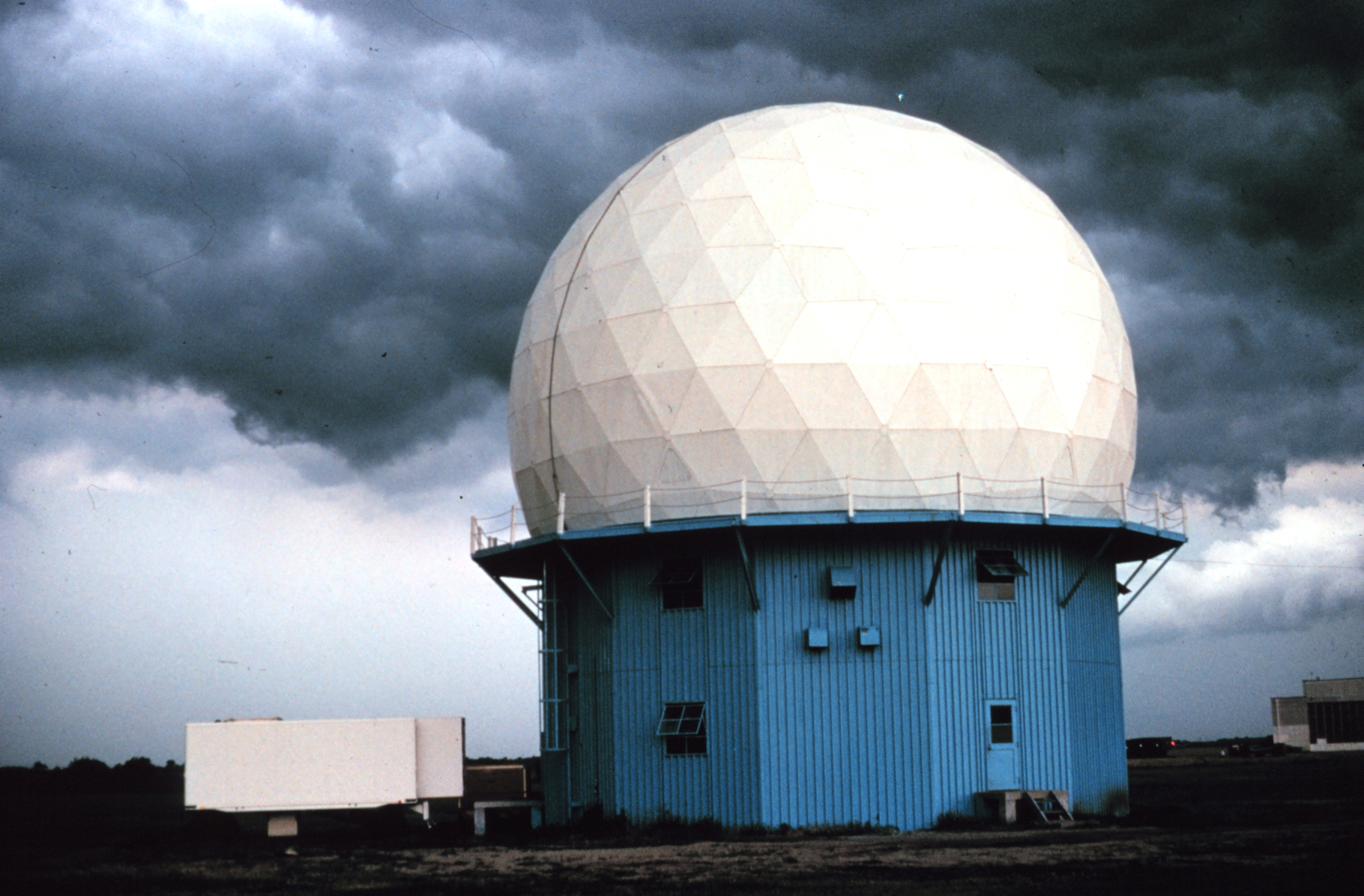
Wetterradar

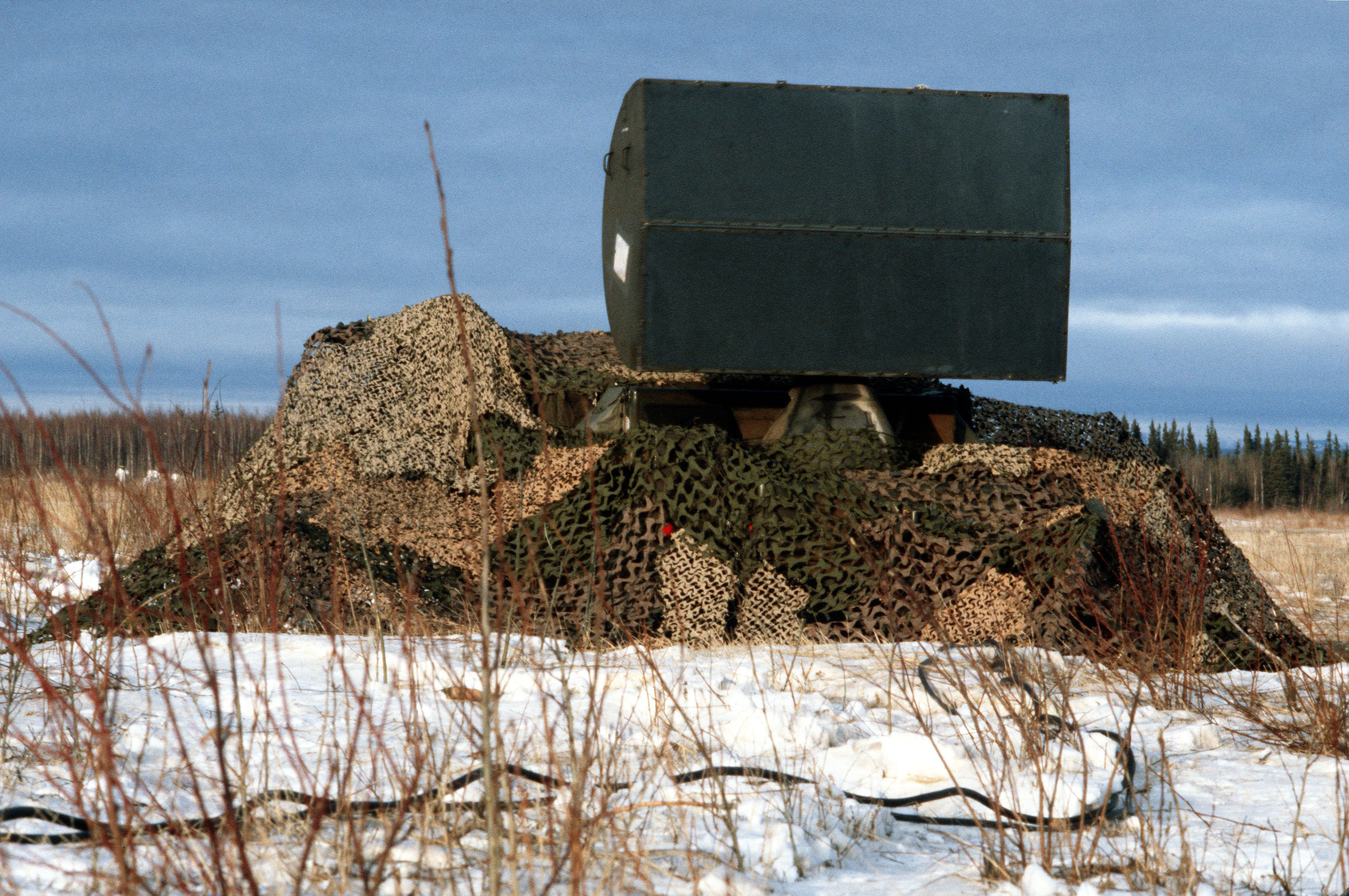
Doppler-Radar MIM-23 Hawk

Beim Doppler-Radar berechnet man die Annäherungsgeschwindigkeit eines Objekts aus der gemessenen Frequenzänderung zwischen gesendetem und reflektiertem Signal. Die Besonderheit bei einem aktiven Radargerät ist jedoch, dass der Doppler-Effekt zweimal auftreten kann, auf dem Hin- und auf dem Rückweg. Ein Radarwarngerät, das die Signale des Hinwegs empfängt, misst eine Frequenz, die in Abhängigkeit von der Relativgeschwindigkeit variiert. Diese registrierte Frequenz wird von ihm reflektiert. Das Radargerät registriert die bereits Doppler-verschobenen Frequenzen wiederum in Abhängigkeit von der dann bestehenden Relativgeschwindigkeit. Im Fall eines unbeschleunigten Radargeräts tritt eine exakt zweifache Doppler-Verschiebung auf.
- In der Meteorologie wird das Doppler-Radar zur Bestimmung von Rotationsbewegungen in Superzellen (Tornados) benutzt.
- Das Militär und die Flugüberwachung nutzen den Doppler-Effekt unter anderem beim Passiv-Radar, bei der Geschwindigkeitsmessung und Festzielunterdrückung.
- Auch zur Geschwindigkeitsermittlung bei sog. Radarfallen im Straßenverkehr wird ein Doppler-Radar benutzt.
- Ein Synthetic Aperture Radar (anfangs Doppler Beam Sharpening genannt) basiert maßgeblich auf der Zuordnung der Signale durch den Verlauf der Änderung ihrer Doppler-Verschiebung. Reflektierende Objekte am Boden haben abhängig von ihrer Entfernung zum Flugpfad der Radarplattform einen charakteristischen Verlauf der Änderung ihrer Dopplerfrequenz. Je weiter der Punkt von dieser Flugbahn entfernt ist, desto geringer ist die Bandbreite der Doppler-Frequenz. Anhand von dieser Bandbreite kann sogar auf die Entfernung zurück geschlossen werden. Diese Art Entfernungsbestimmung und die gemessene Laufzeit für die Schrägentfernung ergeben zusammen ein dreidimensionales Abbild der Erdoberfläche.[8]

### Medizinische Diagnostik
In der Medizin wird der akustische Doppler-Effekt bei Ultraschalluntersuchungen genutzt, um die Blutstromgeschwindigkeit darzustellen und zu messen. Dies hat sich als außerordentlich hilfreich erwiesen.
Es gibt:
- Farb-Doppler:
  - Rot: Fluss auf die Schallsonde zu
  - Blau: Fluss von der Schallsonde weg
- pW-Doppler: gepulster Doppler (beispielsweise für Gefäßuntersuchungen)
- cW-Doppler: continuous wave Doppler (beispielsweise für Herzklappenmessungen)

### Laser-Doppler
Für die berührungslose Messung der Geschwindigkeitsverteilung von Fluiden (Flüssigkeiten und Gase) wird die Laser-Doppler-Anemometrie (LDA) angewandt. Sie beruht auf dem optischen Doppler-Effekt an streuenden Partikeln in der Strömung. In gleicher Weise dient ein Vibrometer der Messung der Schnelle vibrierender Oberflächen.

### Astrophysik und allgemeine Physik
Scharfe Spektrallinien erlauben eine entsprechend hohe Auflösung der Doppler-Verschiebung. Berühmt ist der Nachweis der Doppler-Verschiebung im Gravitationsfeld im Pound-Rebka-Experiment. Weitere Beispiele in der Astrophysik sind die Rotationskurven von Galaxien, spektroskopische Doppelsterne, die Helioseismologie und der Nachweis von Exoplaneten.
In der Quantenoptik wird die Dopplerverschiebung bei der Laserkühlung von Atomgasen genutzt, um Temperaturen nahe dem absoluten Nullpunkt zu erreichen.
Bei der Mößbauer-Spektroskopie wird der Doppler-Effekt einer bewegten Gammastrahlungsquelle verwendet, um die Energie der Photonen dieser Quelle minimal zu verändern. Hierdurch können diese Photonen in Wechselwirkung mit den Kernhyperfeinniveaus eines entsprechenden Absorbers treten.

### Doppler-Effekt in biologischen Systemen
Während der Segmentierung von sequentiell segmentierenden Wirbeltier-Embryonen laufen Wellen von Genexpression durch das paraxiale Mesoderm, das Gewebe, aus dem die Vorläufer der Wirbelkörper (Somiten) geformt werden. Mit jeder Welle, die das anteriore Ende des präsomitischen Mesoderms erreicht, wird ein neuer Somit gebildet. In Zebrabärblingen wurde gezeigt, dass die Verkürzung des paraxialen Mesoderms während der Segmentierung einen Doppler-Effekt verursacht, da sich das anteriore Ende des Gewebes in die Wellen hineinbewegt. Dieser Doppler-Effekt trägt zur Geschwindigkeit der Segmentierung bei.

### Sonstige Beispiele
- Für Wasserwellen (Schwerewellen), deren Trägermedium einer konstanten Strömungsgeschwindigkeit unterliegt, siehe unter Wellentransformation.
- Das mittlerweile abgeschaltete Satellitennavigations-System Transit nutzte den Doppler-Effekt zur Positionsbestimmung. Aktiv eingesetzt wird er bei Argos, einem satellitengestützten System zur Positionsbestimmung. Bei modernen GNSS-Satelliten ist der Doppler-Effekt zunächst störend. Er zwingt die Empfänger, einen größeren Frequenzbereich abzusuchen. Andererseits lassen sich aus der Frequenzverschiebung Zusatzinformationen gewinnen und so die Grobpositionierung beschleunigen. Das Verfahren heißt Doppler-Aiding. Siehe auch: Doppler-Satellit.
- In der Musik wird der Doppler-Effekt zur Erzeugung von Klangeffekten verwendet, beispielsweise bei den rotierenden Lautsprechern eines Leslie-Kabinetts.

## Mathematische Beschreibung

### Akustischer Doppler-Effekt

Wellenfronten einer gegenüber dem Medium bewegten Punktquelle demonstrieren die Abhängigkeit der Wellenlänge von der Ausbreitungsrichtung

Doppler-Effekt am Beispiel zweier sich bewegender Polizeiwagen und eines ortsfesten Mikrophons

Bei der Erklärung des akustischen Doppler-Effekts ist zu unterscheiden, ob sich die Schallquelle, der Beobachter, oder beide relativ zum Medium (der ruhenden Luft) bewegen.

#### Beobachter in Ruhe, Signalquelle bewegt
Als Beispiel soll angenommen werden, dass das Martinshorn des Krankenwagens Schallwellen mit einer Frequenz von 1000 Hz aussendet. Dieses bedeutet, dass genau 1/1000 Sekunden nach dem ersten Wellenberg ein zweiter Wellenberg nachfolgt. Die Wellen breiten sich mit der Schallgeschwindigkeit {\displaystyle c\approx 340\,\mathrm {m/s} } bei 20 °C aus.
Solange der Krankenwagen steht, ist die Wellenlänge {\displaystyle \lambda _{\mathrm {S} }} des Schalls, also der Abstand der Wellenberge:
{\displaystyle \lambda _{\mathrm {S} }=340\,\mathrm {\frac {m}{s}} \cdot {\frac {1}{1000}}\,\mathrm {s} =0{,}34\,\mathrm {m} \,.}
Für einen Beobachter an der Straße kommen diese Wellenberge zwar je nach Entfernung etwas zeitverzögert an. Die Zeit zwischen zwei Wellenbergen ändert sich jedoch nicht. Die Grundfrequenz {\displaystyle f_{\mathrm {S} }} des wahrgenommenen Tons ist für jeden Abstand von Beobachter und Krankenwagen gleich.
Die Situation ändert sich, wenn der Krankenwagen mit der Geschwindigkeit {\displaystyle v} auf den Beobachter zufährt. Da sich der Wagen in der Zeit zwischen den beiden Wellenbergen weiterbewegt, verkürzt sich der Abstand zwischen ihnen etwas. Er verkürzt sich um den Weg, den der Wagen in der Zeit von 1/1000 Sekunde zurücklegt:
{\displaystyle \lambda _{\mathrm {B} }=\lambda _{\mathrm {S} }-{\frac {v_{\mathrm {S} }}{f_{\mathrm {S} }}}\,.}
Die Indizes {\displaystyle \mathrm {S} } und {\displaystyle \mathrm {B} } verweisen auf den Sender beziehungsweise Beobachter der Welle. Da sich die aufeinander folgenden Wellenberge mit derselben Schallgeschwindigkeit {\displaystyle c} zum Beobachter bewegen, bleibt der verkürzte Abstand zwischen ihnen erhalten. Der zweite Wellenberg kommt daher nicht genau 1/1000 Sekunde nach dem ersten an, sondern schon ein wenig früher.
Bezogen auf obiges Beispiel verkürzt sich die Wellenlänge bei einer Geschwindigkeit von {\displaystyle 36\,\mathrm {\frac {km}{h}} =10\,\mathrm {\frac {m}{s}} }:
{\displaystyle \lambda _{\mathrm {B} }=0{,}34\,\mathrm {m} -{\frac {10\mathrm {\frac {m}{s}} }{1000\mathrm {\frac {1}{s}} }}=0{,}33\,\mathrm {m} \,.}
Dadurch erscheint dem Beobachter die Frequenz (also die Tonhöhe) des Martinhorns höher ({\displaystyle f_{\mathrm {B} }>f_{\mathrm {S} }}):
{\displaystyle f_{\mathrm {B} }={\frac {c}{\lambda _{\mathrm {B} }}}={\frac {340\,\mathrm {\frac {m}{s}} }{0{,}33\,\mathrm {m} }}\approx 1030{,}3\,\mathrm {Hz} \,.}
Quantitativ erhält man die Frequenzänderung einfach durch Einsetzen der Beziehung {\displaystyle \lambda \cdot f=c} in obige Formel für {\displaystyle \lambda _{\mathrm {B} }}. Für die vom Beobachter wahrgenommene Frequenz {\displaystyle f_{\mathrm {B} }} ergibt sich somit:
| {\displaystyle f_{\mathrm {B} }={\frac {f_{\mathrm {S} }}{1-{\frac {v}{c}}}}\,.} |  | (1) |
| {\displaystyle f_{\mathrm {B} }={\frac {f_{\mathrm {S} }}{1-{\frac {v}{c}}}}\,.} |  | (1) |

Dabei bedeuten {\displaystyle f_{\mathrm {S} }} die Frequenz der Schallquelle, {\displaystyle c} die Ausbreitungsgeschwindigkeit des Schalls und {\displaystyle v} die Geschwindigkeit der Schallquelle (also des Krankenwagens).
Wenn der Krankenwagen am Beobachter vorbeigefahren ist, verhält es sich sinngemäß umgekehrt: der Abstand zwischen den Wellenbergen (Wellenlänge) vergrößert sich, und der Beobachter hört einen tieferen Ton. Rechnerisch gilt obige Formel genauso, man muss nur für {\displaystyle v} eine negative Geschwindigkeit einsetzen. Bezogen auf das Beispiel:
{\displaystyle \lambda _{\mathrm {B} }=0{,}34\,\mathrm {m} -{\frac {-10\,\mathrm {\frac {m}{s}} }{1000\mathrm {\frac {1}{s}} }}=0{,}35\,\mathrm {m} \qquad {\text{und somit}}\qquad f_{\mathrm {B} }={\frac {c}{\lambda _{\mathrm {B} }}}={\frac {340\,\mathrm {\frac {m}{s}} }{0{,}35\,\mathrm {m} }}\approx 971{,}4\,\mathrm {Hz} \,.}
Die beschriebenen Bewegungen der Signalquelle direkt auf den Beobachter zu oder direkt von ihm weg sind Spezialfälle. Bewegt sich die Signalquelle beliebig im Raum mit der Geschwindigkeit {\displaystyle {\vec {v}}} so kann die Doppler-Verschiebung für einen ruhenden Empfänger zu
{\displaystyle f_{\mathrm {B} }={\frac {f_{S}}{1-{\frac {{\vec {v}}\cdot {\vec {e}}_{\mathrm {SB} }}{c}}}}}
angegeben werden. {\displaystyle {\vec {e}}_{\mathrm {SB} }} ist dabei der zeitabhängige Einheitsvektor, der die Richtung von der Signalquelle {\displaystyle \mathrm {S} } zum Beobachter {\displaystyle \mathrm {B} } beschreibt.

#### Beobachter bewegt, Signalquelle in Ruhe
Auch bei ruhender Schallquelle {\displaystyle \mathrm {S} } und bewegtem Beobachter {\displaystyle \mathrm {B} } tritt ein Doppler-Effekt auf, allerdings ist hier die Ursache eine andere: Wenn der Wagen ruht, ändert sich auch nichts am Abstand zwischen den Wellenbergen, die Wellenlänge bleibt also gleich. Allerdings kommen die Wellenberge scheinbar schneller hintereinander bei dem Beobachter an, wenn sich dieser auf den Krankenwagen zubewegt:
{\displaystyle {\begin{aligned}\lambda _{\mathrm {B} }&=\lambda _{\mathrm {S} }\,,\\(c+v)\,T_{\mathrm {B} }&=c\,T_{\mathrm {S} }\end{aligned}}}
bzw.
| {\displaystyle f_{\mathrm {B} }=f_{\mathrm {S} }\left(1+{\frac {v}{c}}\right)\,.} |  | (2) |
| {\displaystyle f_{\mathrm {B} }=f_{\mathrm {S} }\left(1+{\frac {v}{c}}\right)\,.} |  | (2) |

Auch hier ergibt sich wieder der Fall eines sich entfernenden Beobachters durch Einsetzen einer negativen Geschwindigkeit.
Für eine beliebige Bewegung des Beobachters {\displaystyle \mathrm {B} } mit dem Geschwindigkeitsvektor {\displaystyle {\vec {v}}} ergibt sich bei ruhendem Sender {\displaystyle \mathrm {S} } der Doppler-Effekt zu
{\displaystyle f_{\mathrm {B} }=f_{\mathrm {S} }\left(1-{\frac {{\vec {v}}\cdot {\vec {e}}_{\mathrm {SB} }}{c}}\right)}
wobei {\displaystyle {\vec {e}}_{\mathrm {SB} }} wiederum der Einheitsvektor zur Beschreibung der Richtung von der Signalquelle {\displaystyle \mathrm {S} } zum Beobachter {\displaystyle \mathrm {B} } ist, der im allgemeinen Fall, genau wie der Geschwindigkeitsvektor {\displaystyle {\vec {v}}}, zeitabhängig sein kann.
Wie man sieht, sind die Gleichungen (1) und (2) nicht identisch (nur im Grenzfall {\displaystyle v\ll c} nähern sie sich einander an). Offensichtlich wird das im Extremfall: bewegt sich der Beobachter mit Schallgeschwindigkeit auf die Signalquelle zu, erreichen ihn die Wellenberge doppelt so schnell, und er hört einen Ton doppelter Frequenz. Bewegt sich hingegen die Signalquelle mit Schallgeschwindigkeit, wird der Abstand zwischen den Wellenbergen praktisch null, sie überlagern sich und es kommt zu einer extremen Verdichtung der Luft (siehe Schallmauerdurchbruch). Da so alle Wellenberge gleichzeitig beim Beobachter eintreffen, wäre das nach obiger Formel theoretisch eine unendliche Frequenz – praktisch hört man keinen Ton einer bestimmten Frequenz, sondern den Überschallknall.

#### Beobachter und Signalquelle bewegt
Durch Kombination der Gleichungen (1) und (2) kann man eine Gleichung herleiten, welche die für den Beobachter wahrgenommene Frequenz {\displaystyle f_{\mathrm {B} }} beschreibt, wenn der Sender und der Empfänger in Bewegung sind.
Sender und Empfänger bewegen sich aufeinander zu:
{\displaystyle f_{\mathrm {B} }=f_{\mathrm {S} }\cdot {\frac {1+{\frac {v_{\mathrm {B} }}{c}}}{1-{\frac {v_{\mathrm {S} }}{c}}}}=f_{\mathrm {S} }\cdot {\frac {c+v_{\mathrm {B} }}{c-v_{\mathrm {S} }}}\,.}
Sender und Empfänger bewegen sich voneinander weg:
{\displaystyle f_{\mathrm {B} }=f_{\mathrm {S} }\cdot {\frac {1-{\frac {v_{\mathrm {B} }}{c}}}{1+{\frac {v_{\mathrm {S} }}{c}}}}=f_{\mathrm {S} }\cdot {\frac {c-v_{\mathrm {B} }}{c+v_{\mathrm {S} }}}\,.}
Dabei ist {\displaystyle v_{\mathrm {B} }} die Geschwindigkeit des Beobachters und {\displaystyle v_{\mathrm {S} }} die Geschwindigkeit des Senders der Schallwellen relativ zum Medium.

#### Frequenzverschiebung bei Streuung an einem bewegten Objekt
Ebenfalls aus den oberen Gleichungen lässt sich die wahrgenommene Frequenz ableiten, wenn die Welle eines ruhenden Senders {\displaystyle \mathrm {S} } an einem mit der Geschwindigkeit {\displaystyle {\vec {v}}} bewegten Objekt {\displaystyle \mathrm {O} } gestreut wird und von einem ebenfalls ruhenden Beobachter {\displaystyle \mathrm {B} } wahrgenommen wird:
{\displaystyle f_{\mathrm {B} }=f_{\mathrm {S} }{\frac {1-{\frac {{\vec {v}}\cdot {{\vec {e}}_{\mathrm {SO} }}}{c}}}{1-{\frac {{\vec {v}}\cdot {\vec {e}}_{\mathrm {OB} }}{c}}}}\,.}
{\displaystyle {\vec {e}}_{\mathrm {SO} }} und {\displaystyle {\vec {e}}_{\mathrm {OB} }} sind dabei jeweils die Einheitsvektoren vom stationären Sender zum bewegten Objekt und vom bewegten Objekt zum stationären Beobachter.
Anwendung findet diese Gleichung häufig in der akustischen oder optischen Messtechnik zur Messung von Bewegungen, z. B. Laser-Doppler-Anemometrie. Speziell in der Optik kann für {\displaystyle \left|{\vec {v}}\right|\ll c} die Winkelabhängigkeit der gestreuten Frequenz zu
{\displaystyle f_{\mathrm {B} }\approx f_{\mathrm {S} }\left(1+{\frac {\vec {v}}{c}}\cdot ({\vec {e}}_{\mathrm {OB} }-{\vec {e}}_{\mathrm {SO} })\right)}
aus Beleuchtungsrichtung {\displaystyle {\vec {e}}_{\mathrm {SO} }} und Beobachtungsrichtung {\displaystyle {\vec {e}}_{\mathrm {OB} }} in sehr guter Näherung bestimmt werden.

#### Allgemeines Doppler-Gesetz für Schallquellen
Allgemein lässt sich der Frequenzunterschied schreiben als:
{\displaystyle f_{\mathrm {B} }=f_{\mathrm {S} }\left({\frac {c\pm v_{\mathrm {B} }}{c\mp v_{\mathrm {S} }}}\right)\,.}
Dabei ist {\displaystyle v_{\mathrm {B} }} die Geschwindigkeit des Beobachters und {\displaystyle v_{\mathrm {S} }} die der Schallquelle, jeweils relativ zum Medium (z. B. der Luft). Das obere Operationszeichen gilt jeweils für Annäherung (Bewegung in Richtung des Senders bzw. Empfängers). D. h. beide Geschwindigkeiten werden positiv in Richtung des Beobachters bzw. Senders gemessen.
Mit {\displaystyle v_{\mathrm {B} }=0} oder {\displaystyle v_{\mathrm {S} }=0} ergeben sich die oben genannten Spezialfälle. Für {\displaystyle v_{\mathrm {S} }=-v_{\mathrm {B} }} verschwindet der Effekt (es gibt also keine Tonhöhenänderung). Das tritt ein, wenn sich Sender und Empfänger in dieselbe Richtung mit derselben Geschwindigkeit relativ zum Medium bewegen; meist bewegt sich in solchen Fällen das Medium selbst, während Sender und Empfänger ruhen (Wind). Deswegen kommt es unabhängig von der Windstärke zu keinem Doppler-Effekt.
Die Formeln wurden unter der Annahme abgeleitet, dass sich Quelle und Beobachter direkt aufeinander zubewegen. In realen Fällen fährt z. B. der Krankenwagen in einem bestimmten Mindestabstand am Beobachter vorbei. Daher ändert sich der Abstand zwischen Quelle und Beobachter nicht gleichmäßig, und deswegen ist – besonders unmittelbar vor und nach dem Vorbeifahren – ein kontinuierlicher Übergang der Tonhöhe von höher zu tiefer zu hören.

### Relativistischer Doppler-Effekt

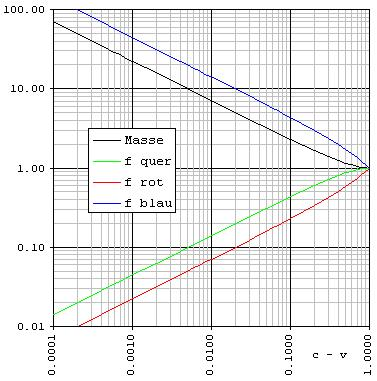
Relativistischer Doppler-Effekt und Geschwindigkeit

Elektromagnetische Wellen breiten sich auch im Vakuum, also ohne Medium aus. Wenn sich der Sender der Wellen relativ zum Empfänger bewegt, tritt auch in diesem Fall eine Verschiebung der Frequenz auf. Dieser Effekt kann auch als relativistischer Doppler-Effekt bezeichnet werden. Diese Frequenzverschiebung spielt in der Astrophysik eine wichtige Rolle, wird dort aber als Rot- oder gegebenenfalls auch als Blauverschiebung bezeichnet. Sie ist bei Licht darauf zurückzuführen, dass sich die Wellen prinzipiell mit endlicher Geschwindigkeit, nämlich der Lichtgeschwindigkeit ausbreiten. Man kann diesen Effekt auch als geometrischen Effekt der Raumzeit auffassen.

#### Longitudinaler Doppler-Effekt
Im Vakuum (Optischer Doppler-Effekt) hängt die beobachtete Frequenzänderung nur von der relativen Geschwindigkeit von Quelle und Beobachter ab; ob sich dabei die Quelle, der Beobachter oder beide bewegen, hat keinen Einfluss auf die Höhe der Frequenzänderung.
Aufgrund des Relativitätsprinzips darf sich jeder Beobachter als ruhend betrachten. Allerdings muss er dann bei der Berechnung des Doppler-Effekts zusätzlich zu obigen Betrachtungen auch noch die Zeitdilatation der relativ zum Beobachter bewegten Quelle berücksichtigen. Somit erhält man für den relativistischen Doppler-Effekt:
{\displaystyle f_{\mathrm {B} }={\frac {f_{\mathrm {S} }{\sqrt {1-{\frac {v^{2}}{c^{2}}}}}}{1-{\frac {v}{c}}}}=f_{\mathrm {S} }{\sqrt {\frac {c+v}{c-v}}}}
{\displaystyle v>0} bei Verringerung des Abstandes zwischen Quelle und Beobachter,
wobei {\displaystyle c} hier die Vakuum-Lichtgeschwindigkeit und {\displaystyle v} die Geschwindigkeit der Signalquelle bezeichnet.

#### Transversaler Doppler-Effekt
Bewegt sich ein Objekt zu einem gewissen Zeitpunkt quer (was „quer“ bedeutet, siehe die nächsten beiden Abschnitte) zum Beobachter, so kann man die Änderung des Abstandes zu diesem Zeitpunkt vernachlässigen; dementsprechend würde man hier auch keinen Doppler-Effekt erwarten. Jedoch besagt die Relativitätstheorie, dass jedes Objekt aufgrund seiner Bewegung einer Zeitdilatation unterliegt, aufgrund der die Frequenz ebenfalls verringert wird. Diesen Effekt bezeichnet man als transversalen Doppler-Effekt. Die Formel hierfür lautet
{\displaystyle f_{\mathrm {B} }={\frac {f_{\mathrm {S} }}{\gamma }}=f_{\mathrm {S} }{\sqrt {1-{\frac {v^{2}}{c^{2}}}}}\approx f_{\mathrm {S} }\left(1-{\frac {v^{2}}{2c^{2}}}\right)\,.}
Der transversale Doppler-Effekt kann bei nicht-relativistischen Geschwindigkeiten (also Geschwindigkeiten weit unter der Lichtgeschwindigkeit) allerdings vernachlässigt werden.

#### Doppler-Effekt bei beliebigem Winkel

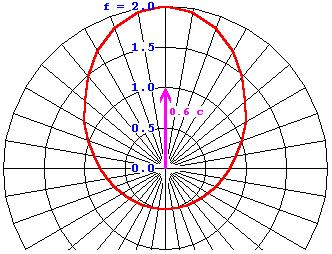
Relativistischer Doppler-Effekt und Richtung

Der Doppler-Effekt lässt sich ganz allgemein abhängig vom Beobachtungswinkel angeben. Die Frequenzänderung für einen beliebigen Beobachtungswinkel {\displaystyle \alpha _{\mathrm {B} }} ergibt sich zu
{\displaystyle f_{\mathrm {B} }=f_{\mathrm {S} }{\frac {\sqrt {1-{\frac {v^{2}}{c^{2}}}}}{1-{\frac {v}{c}}\cos {\alpha _{\mathrm {B} }}}}\,.}
Wenn man für den Winkel {\displaystyle \alpha _{\mathrm {B} }} nun 0° (Quelle bewegt sich direkt auf Empfänger zu), 90° (Quelle bewegt sich seitwärts) oder 180° (Quelle bewegt sich direkt vom Empfänger weg) einsetzt, dann erhält man die oben stehenden Gleichungen für longitudinalen und transversalen Doppler-Effekt. Man erkennt außerdem, dass der Winkel, unter dem der Doppler-Effekt verschwindet, von der Relativgeschwindigkeit abhängt, anders als beim Doppler-Effekt für Schall, wo er immer 90° beträgt.

#### Der Beobachtungswinkel αB

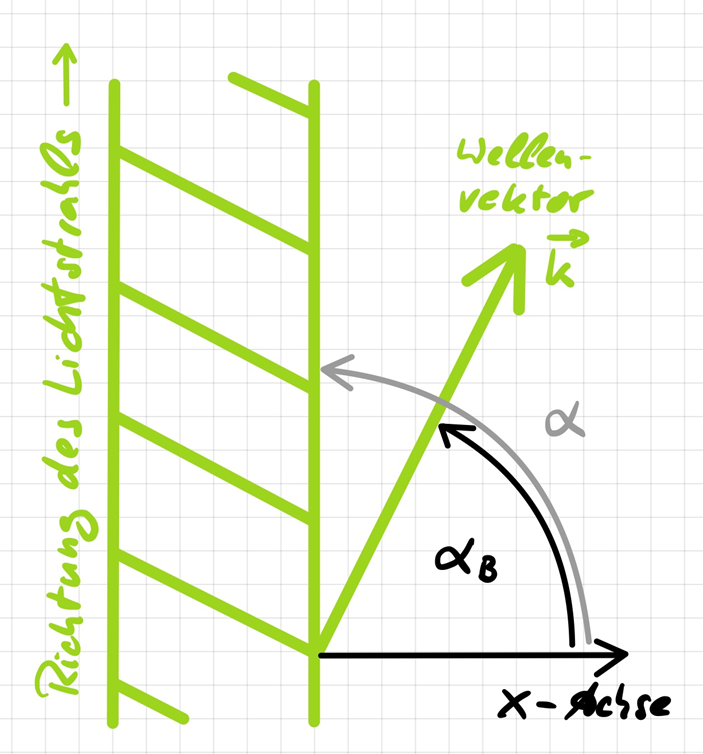
Vergleich zwischen den Winkeln und bei einem seitlich driftenden Lichtstrahl, bzw. beim transversalen Dopplereffekt. ist der Winkel unter dem ein vorbeifliegendes Objekt beobachtet wird. ist der Winkel bzgl. der Verbindungslinie zwischen Quelle und Beobachter.

Aufgrund der endlichen Laufzeit zwischen Quelle und Empfänger unterscheidet sich der Beobachtungswinkel {\displaystyle \alpha _{\mathrm {B} }} vom tatsächlichen Winkel {\displaystyle \alpha } zwischen der Bewegungsrichtung der Quelle und der Achse Quelle-Empfänger. Der Beobachtungswinkel {\displaystyle \alpha _{\mathrm {B} }} ist der Winkel zwischen der Bewegungsrichtung der Quelle und dem „lokalen“ Wellenvektor am Ort des Beobachters zu einem bestimmten Zeitpunkt. Die lokale Wellenfront steht senkrecht auf diesem Wellenvektor. Der lokale Wellenvektor, bzw. die lokale Wellenfront, sind die optisch relevanten Größen, z. B. bei der astronomischen Beobachtung eines vorbeiziehenden Sterns.
Besonders anschaulich wird der Unterschied zwischen dem Beobachtungswinkel {\displaystyle \alpha _{\mathrm {B} }} und dem tatsächlichen Winkel {\displaystyle \alpha }, wenn man einen Laserpointer betrachtet, der sich mit der Geschwindigkeit {\displaystyle v} entlang der {\displaystyle x}-Achse bewegt und Licht unter einem Winkel {\displaystyle \alpha } im Bezug zur Bewegungsrichtung, also der {\displaystyle x}-Achse abstrahlt. Dazu vergleichen wir die {\displaystyle x}- und {\displaystyle y}-Komponenten der Lichtgeschwindigkeit im Ruhesystem des Beobachters mit den Komponenten {\displaystyle c_{x}'} und {\displaystyle c_{y}'} der Lichtgeschwindigkeit relativ zum bewegten Laser. Die {\displaystyle y}-Komponente der Lichtgeschwindigkeit relativ zum Laserpointer ändert sich dabei nicht, d. h. es gilt {\displaystyle c_{y}'=c_{y}}. Bei der {\displaystyle x}-Komponente dagegen müssen wir {\displaystyle v} abziehen, d. h. es gilt {\displaystyle c_{x}'=c_{x}-v}. Damit erhalten wir folgende Beziehung zwischen dem Winkel {\displaystyle \alpha }, den der Laserstrahl mit der {\displaystyle x}-Achse einschließt und dem Winkel {\displaystyle \alpha _{\mathrm {B} }}, den der Wellenvektor mit der {\displaystyle x}-Achse bildet:
{\displaystyle \tan \alpha ={\frac {\sin \alpha _{\mathrm {B} }}{\cos \alpha _{\mathrm {B} }-{\frac {v}{c}}}}}.
Wobei wir noch folgende Beziehungen verwendet haben: {\displaystyle \sin \alpha _{\mathrm {B} }=c_{y}/c} und {\displaystyle \cos \alpha _{\mathrm {B} }=c_{x}/c}. Insbesondere erhält man einen Lichtstrahl, der senkrecht zur Bewegungsrichtung abstrahlt, also {\displaystyle \alpha =90^{\circ }}, wenn {\displaystyle \cos \alpha _{\mathrm {B} }=v/c}. Das Besondere ist jetzt: Dieser senkrechte Lichtstrahl hat eine zusätzliche seitliche Driftbewegung der Geschwindigkeit {\displaystyle v}. Seine Wellenfronten sind zwar noch senkrecht zum Wellenvektor ausgerichtet, aber der Wellenvektor zeigt nicht mehr senkrecht nach oben, also in Richtung des Lichtstrahls, sondern schließt mit der {\displaystyle y}-Achse den Aberrationswinkel {\displaystyle \arcsin(v/c)} ein.
Entsprechend obiger Formel, für den Fall {\displaystyle \cos \alpha _{\mathrm {B} }=v/c}, ist die Frequenz dieses Lichtstrahls {\displaystyle f_{B}=\gamma f_{S}}. Setzt man also einen Laserpointer in Bewegung, dann muss dem elektromagnetischen Feld im Laser-Resonator eine Energiemenge proportional zu
{\displaystyle (\gamma -1)f_{S}\approx {\frac {1}{2}}{\frac {v^{2}}{c^{2}}}f_{S}}
zugeführt werden. Weiß man nun, dass {\displaystyle f_{S}} proportional zur Ruheenergie {\displaystyle E_{0}} des elektromagnetischen Felds des Laser-Resonators ist, so folgt beim Vergleich mit der kinetischen Energie {\displaystyle {\tfrac {1}{2}}mv^{2}} direkt die Formel {\displaystyle E_{0}=mc^{2}}, wobei {\displaystyle m} als Masse der im Resonator gespeicherten Energie angesehen werden kann.

## Trivia
Bei der Planung der Weltraummission Cassini-Huygens war nicht bedacht worden, dass der Funkverkehr zwischen den beiden Teilsystemen Cassini und Huygens durch den Doppler-Effekt einer Frequenzverschiebung unterliegt. Simulierende Tests wurden erst während der Reise durchgeführt, zu spät, um die Ursache, eine zu steif parametrisierte Phasenregelschleife, zu korrigieren. Diverse Maßnahmen im Umfeld des Fehlers konnten den erwarteten Datenverlust von 90 % auf 50 % senken. Zusätzlich wurde daher die Flugbahn der Mission verändert, um Datenverluste durch diesen Fehler ganz zu vermeiden.